# Università di Oviedo
L'Università di Oviedo (in spagnolo Universidad de Oviedo; in asturiano Universidá d'Uviéu) è un'antica università statale con sede a Oviedo/Uviéu, nelle Asturie (Spagna). Fu fondata alla fine del secolo XVI dall'arcivescovo Fernando de Valdés y Salas, Inquisitore generale di Spagna. Aprì la sua attività nel 1608.
Essa è l'unica università presente in tale regione. Ha tre campus e vari centri di ricerca.

## Storia

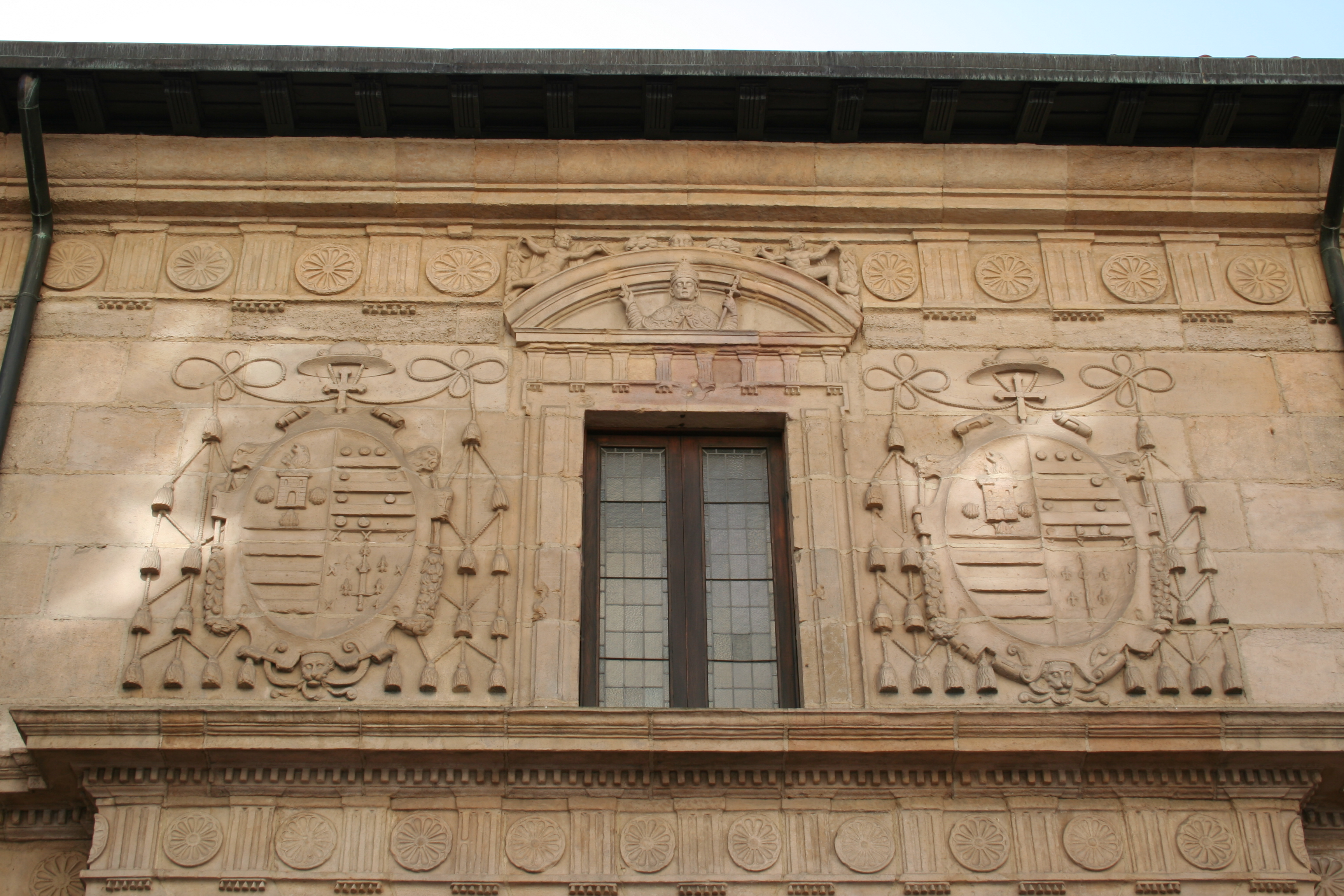
Stemmi sulla facciata dell'Università di Oviedo.

L'Università di Oviedo fu voluta nel XVI secolo dall'arcivescovo Fernando de Valdés y Salas (fu vescovo di Oviedo dal 1532 al 1539), che alla sua morte (1566) destinò per testamento un cospicuo lascito alla costruzione dell’Università, la quale tuttavia poté iniziare la sua attività solo oltre 40 anni dopo, nel 1608, con la facoltà minore di Arte e le tre maggiori di Diritto Civile, Diritto Canonico e Teologia.
Nei primi anni gli sforzi furono dedicati al miglioramento dell'organizzazione e ad assicurare le lezioni, giacché le difficoltà economiche non permettevano un gran che. Durante questo periodo le scuole erano governate secondo i cosiddetti "vecchi statuti" e, per quanto non previsto dai medesimi, secondo le norme dell'Università di Salamanca.
Nei due secoli successivi i fatti più di spicco furono la riforma, che fu applicata in tutte le università di Spagna di cui al piano del 1774, e l'occupazione francese dell'edificio storico, che causò la sospensione delle lezioni, fino alla sua liberazione nel 1812.
Alla fine del XIX secolo fu creata la Extensión Universitaria, grazie al lavoro di un gruppo di professori liberali che aspiravano in realtà a istituzionalizzare le università popolari. Quella Extensión Universitaria non riuscì a ottenere in realtà che un pubblico estraneo alla propria Università, particolarmente il proletariato, che continuò a vedere l'Università come un'istituzione al servizio della riproduzione ideologica della borghesia, per cui il 13 ottobre del 1934, il colpo di stato contro la Repubblica vide protagonisti socialisti e comunisti e l'Università fu incendiata e distrutta (comprese l'importante biblioteca e la non meno importante Pinacoteca tematica asturiana).
La Università fu ricostruita dopo la guerra civile in Oviedo, con gran dispiacere di alcuni che contavano di trasferirla a Santander, in gran parte grazie all'influenza di Carmen Polo, moglie di Francisco Franco, nativa di Oviedo.
Nel 1979 i docenti dell'Università di Oviedo che risiedevano nella provincia di León si resero indipendenti per creare l'Università di León.
Nel marzo 2017 fu presentata l'opera Tradiciones, ritos y ceremonial histórico en la Universidad de Oviedo (1608-1908), basata sulla tesi di dottorato di Ana Quijada. Si tratta della prima opera di ricerca esaustiva realizzata fino a quella data, che ha permesso di ricostruire parte della storia dell'istituzione, andata perduta dopo la distruzione dell'archivio e dell'antica biblioteca nel 1934. Il lavoro è stato frutto di ricompilazione dei dati in archivi paralleli da parte dell'autrice, quali l'Archivo Histórico Nacional, l'Archivo General de la Administración, l'Archivo Histórico de Asturias, l'Archivo de la Real Chancillería de Valladolid e gli archivi dell'Università di Salamanca e del Municipio di Oviedo.

## Facoltà
| Facoltà / Scuola                                                      | Fondazione | Alunni | Campus                  |
| Facoltà di Biologia                                                   | 1961       | 963    | Campus El Cristo        |
| Facoltà di Scienze                                                    | 1990       | 310    | Campus Llamaquique      |
| Facoltà di Commercio, Turismo e Scienze Sociali Jovellanos            | 1899       | 1279   | Campus di Gijón/Xixón   |
| Facoltà di Diritto                                                    | 1608       | 1925   | Campus del Cristo       |
| Facoltà di Economia e Impresa                                         | 1908       | 3447   | Campus del Cristo       |
| Facoltà di Filosofia e Lettere                                        | 1892       | 2053   | Campus El Milán         |
| Facoltà di formazione del Professorato ed Educazione                  | 1845       | 1981   | Campus di Llamaquique   |
| Facoltà di Geologia                                                   | 1958       | 182    | Campus di Llamaquique   |
| Facoltà di Medicina e Scienze della salute                            | 1968       | 1566   | Campus del Cristo       |
| Facoltà di Psicologia                                                 | 1991       | 780    | Campus Oviedo Centro    |
| Facoltà di Chimica                                                    | 1848       | 808    | Campus del Cristo       |
| Scuola d'Ingegneria Informatica                                       | 1982       | 518    | Campus de los Catalanes |
| Scuola Politecnica di Ingegneria di Gijón/Xixón                       | 1888       | 4769   | Campus di Gijón/Xixón   |
| Scuola Politecnica di Mieres                                          | 1855       | 1304   | Campus de Mieres        |
| Scuola Professionale di Medicina dell'Educazione Fisica e dello Sport |            |        | Campus del Cristo       |
| Scuola Superiore della Marina Mercantile di Gijón                     | 1967       | 281    | Campus di Gijón         |
| Scuola di Ingegneria Mineraria, Energia e Materiali di Oviedo         | 1959       | 329    | Campus Oviedo Centro    |

### Centri affiliati
- Centro Internazionale di Postgrado
- Facoltà d'Infermeria di Gijón
- Scuola di Dottorato
- Facoltà Padre Ossó
- Facoltà di Turismo di Oviedo